# Hannas Reise
Hannas Reise ist eine deutsche romantische Komödie aus dem Jahr 2013 von Julia von Heinz. Der Film basiert lose auf dem Roman Das war der gute Teil des Tages von Theresa Bäuerlein.

## Handlung
Die ehrgeizige Hanna lebt mit ihrem Freund Alex in Berlin und steht vor dem Abschluss ihres BWL-Studiums. Um bei einem Vorstellungsgespräch mit sozialem Engagement zu punkten, lügt sie über einen angeblich bevorstehenden Einsatz mit Behinderten in Israel. Da ihre Mutter in leitender Position bei der Organisation „Aktion Sühnezeichen Friedensdienste“ ist, erhofft sich Hanna von ihr eine pro forma ausgestellte Bescheinigung. Doch ihre Mutter besteht darauf, dass sie den Freiwilligendienst tatsächlich absolviert, und so fliegt Hanna für einen mehrmonatigen Aufenthalt nach Tel Aviv.
In Israel wohnt Hanna in einer WG mit den beiden anderen Freiwilligen Maja und Carsten. Sie arbeitet in einem Behindertendorf mit dem israelischen Betreuer Itay zusammen. Der provoziert sie einerseits mit Holocaust-Witzen, flirtet aber auch mit ihr. Er wollte eigentlich nach seinem Armeedienst mit Freunden nach Berlin ziehen, um dort einen Club zu eröffnen, kümmert sich nach dem Tod seines Bruders aber um dessen Witwe und Tochter und ist somit gezwungen, vorerst in Israel zu bleiben.
Mit der Zeit lernen Hanna und Itay sowohl einander als auch ihre Hoffnungen besser kennen und merken, dass man auch als junger Mensch „nicht bei null anfangen kann“. Neben der Arbeit im Behindertendorf gehört zu Hannas Freiwilligendienst auch der regelmäßige Besuch im Altersheim bei der Holocaust-Überlebenden Gertraud Nussbaum. Es stellt sich heraus, dass schon Hannas Mutter als Freiwillige bei ihr war. Von ihr erfährt Hanna nach und nach mehr über die Rolle ihrer Großeltern im Zweiten Weltkrieg und setzt sich mit ihrer Herkunft auseinander.
Am Ende ihres Freiwilligendienstes ist für Hanna die ursprünglich geplante Karriere nicht mehr so wichtig, und sie entscheidet sich spontan am Flughafen, noch ein paar Tage länger in Israel zu bleiben. Sie telefoniert mit Itay, der sich überraschenderweise in Berlin befindet. Es bleibt offen, was danach passiert.

## Hintergrund
Gedreht wurde im Oktober und November 2012 in Berlin und Tel Aviv. Der Film wurde sowohl von diversen deutschen Filmförderungsanstalten als auch von der israelischen Filmförderung unterstützt. Die Erstaufführung fand am 27. August 2013 im Rahmen des World Film Festivals in Montréal statt, der deutsche Kinostart war am 23. Januar 2014.
Hannas Reise ist die erste Hauptrolle für Karoline Schuch in einem Kinofilm.

## Rezeption
Der Film bekam in der deutschen Presse gemischte bis positive Kritiken. Gelobt wurde von Ariane Wälzer, dass er keine vorhersehbare Liebesgeschichte erzählt:

„Die Regisseurin baut hier keine platte Lovestory ein, um die Geschichte aufzupeppen. […] Der Film erzählt davon, wie das Leben einem alle Pläne durcheinander bringen kann. Und er wirft Fragen auf [nach dem], was die deutsche Geschichte mit den Jüngeren macht, wie sie bis in unsere Zeit wirkt.“

Auch Spiegel-Rezensentin Kirsten Rießelmann sieht zwar Schwächen, gewinnt dem Gespür der Regisseurin für ihr sensibles Sujet und ihre Charaktere aber auch viel Positives ab und fasst zusammen:

„Nun ist es keine besonders originelle Idee, einen Israel-Aufenthalt als Schule der Empfindsamkeit zu inszenieren. Regisseurin und Co-Autorin Julia von Heinz gelingt es aber, die vertrackten Vorurteile, Projektionen und Begehrlichkeiten zwischen Deutschen und jüdischen Israelis mit viel Witz und souveräner Figurenzeichnung aufzuschlüsseln.“

Julia Teichmann stellt im film-dienst fest, dass Hannas Charakter wie viele Angehörige der dritten Nachkriegsgeneration „keine Ahnung hat, was ihre Großeltern im Krieg gemacht haben“, sich aber im Lauf des Films glaubwürdig vom unsympathischen Karriere-Girl zur Identifikationsfigur wandle:

„Die Dialoge sind politisch inkorrekt und lebensnah; die Figuren sind bis in die zahlreichen Nebenfiguren aufmerksam austariert; alltägliche Beobachtungen und scheinbar Nebensächliches spielen eine wichtige Rolle. Die Abziehbilder des Beginns wandeln sich so in vielschichtige, lernfähige Menschen.“

Zitty-Autor Martin Schwarz empfindet den israelischen Schauspieler Doron Amit als echten Glücksgriff:

„Sehr eindrucksvoll auch, dass von Heinz ihrer Hauptfigur ihre Glaubwürdigkeit lässt. So muss Hanna hier nicht zur sozialen Überzeugungstäterin mutieren, sondern einfach eine gewisse Wandlung durchlaufen – und kann sich trotzdem treu bleiben. Zudem gibt die Filmemacherin einen vielschichtigen Einblick in ein immens kompliziertes Land und die ebensolche Beziehung der Deutschen zu ihm. Eine Entdeckung: Doron Amit als Itay – ein junger Israeli, den die Kamera regelrecht liebt.“

Die Neue Osnabrücker Zeitung hebt besonders die gekonnte Herangehensweise der Regisseurin an ein schwieriges Thema hervor und fasst zusammen:

„Einen derart unverkrampften und sarkastisch-frechen Spielfilm im Schatten des Holocaust gab es selten, noch dazu in deutschisraelischer Ko-Produktion.“

Eine ähnliche Meinung vertritt das Magazin cinema, das zudem das eindrückliche Spiel der unter anderem aus mehreren Tatort-Episoden bekannten Karoline Schuch positiv bewertet, die hier ihre erste große Hauptrolle verkörpert:

„Dass ihr Film nichts Belehrendes hat, sondern ganz unverkrampft von schwierigen Annäherungen erzählt, liegt nicht nur an dem klugen Drehbuch, sondern auch an Karoline Schuch in ihrer ersten großen Kinorolle. […] Fazit: Erfrischend unaufdringlich inszenierte und sensibel gespielte Selbstfindungsgeschichte.“

Auch andere Online-Quellen halten vor allem die Arbeit von Regisseurin und Darstellern für ausschlaggebend für die gelungene Bearbeitung des Themas. So ist auf kino.de zu lesen:

„Wie so viele meint (Hanna), das Thema sei schon erschöpfend behandelt. […] Während die Karrierefrau in spe jeden vor den Kopf stößt, ihre WG-Mitbewohner als ‚Wiedergutmachungsdeutsche‘ einordnet und den Besuch bei einer Holocaustüberlebenden als lästigen Pflichttermin abtut, merkt sie gar nicht, wie sie langsam dem brüchigen Zauber eines Landes in permanenter Anspannung erliegt […]. Julia von Heinz (Deutscher Filmpreis für ‚Was am Ende zählt‘ und kommerzieller Erfolg mit ‚Hanni und Nanni 2‘) gelingt […] der schwierige Spagat zwischen Humor und Ernsthaftigkeit, Vergangenheit und Gegenwart, zwischen abgerissener Geschichtsschreibung und persönlicher Annäherung. Wenn es am offenen Ende dieser Love-Story heißt ‚it stays complicated‘, geht es nicht nur um die Beziehung zwischen Hanna und Itay, sondern auch um die Beziehung zwischen Deutschland und Israel […]. mk.“

Allerdings wurde auch bemängelt, dass der Film versucht zu viele Themen anzuschneiden und dabei droht in Klischees abzudriften. So schreibt zum Beispiel Cornelia Geissler:

„Doch werden unterwegs zu viele Problemkisten zu schnell geöffnet und gleich wieder geschlossen. Der dunkle Fleck in Hannas Familiengeschichte, ihre Suche nach Absolution, erscheint wie hineingebastelt. Und Hannas deutsche Altersgenossen – ob nun der Freund zu Hause oder die WG-Mitbewohner – wirken wie Karikaturen. Unentschieden schwankt der Film zwischen einem Drama mit politischem Anliegen, einer Liebesgeschichte und der Aufarbeitung einer verkorksten Mutter-Tochter-Beziehung.“

Auch in Israel bekam der Film überwiegend positive Kritiken. So schreibt Hannah Brown (Übersetzung aus dem Englischen):

„Eine interessante Mischung aus Comedy, sozialem und politischem Kommentar und Liebesfilm. Amits Charakter Itays ganzes Engagement gilt den Erwachsenen, mit denen er arbeitet, und er kann zunächst nicht viel mit Hanna (Karoline Schuch) anfangen, die er als ebenso humor- wie orientierungslosen Möchtegern-Gutmenschen sieht. Doch mit der Zeit nötigen ihm ihr Einsatz und ihr Wunsch, Israel zu verstehen, mehr und mehr Respekt ab. Und sie ist ihrerseits in der Lage, ihm zu helfen, sich einige schwierige Wahrheiten einzugestehen.“

Im renommierten israelischen Blog Motke wird der Film ebenfalls positiv besprochen (Übersetzung aus dem Hebräischen):

„Die Entdeckungsreise einer jungen Deutschen nach Israel, die einen Reifeprozess einleitet, fesselnd und humorvoll geschildert […], sensibel, witzig und intelligent. […] Fazit für das Publikum: Sie sollten Hanna unbedingt auf Ihrer Reise begleiten.“

Obwohl Hannas Reise das (Hin-)Einwirken der Shoah in die Gegenwart und auf die zweite und dritte Nachkriegsgeneration beschreibt, erinnern negative Kritiken zum Teil doch an die emotional aufgeladenen Debatten zu Radu Mihăileanus und Roberto Benignis kontrovers diskutierten „Holocaust-Komödien“ Zug des Lebens (1998) bzw. Das Leben ist schön (1997), in denen heftig darüber gestritten wurde, inwieweit es überhaupt zulässig sei, die Shoah als größtes Menschlichkeitsverbrechen der Geschichte überhaupt zum Gegenstand oder Hintergrund einer humorvollen Erzählung zu machen. (Ralf Krämers Rezension zu Hannas Reise unter der Überschrift Darf man über den Holocaust Witze machen? ist ein gutes Beispiel dafür.) Wie diese Filme sehen sich auch Hannas Reise und Regisseurin Julia von Heinz mit dem Vorwurf der Oberflächlichkeit konfrontiert.
So bescheinigt Uri Klein dem Film fehlenden Tiefgang im Umgang mit einer in Wahrheit komplexeren Thematik:

„Würde es sich nicht um einen hundert Minuten langen Spielfilm handeln, und wäre seine Hauptfigur nicht eine Nicht-Jüdin, so wäre ‚Hannas Reise‘ – ein Film der deutschen Regisseurin Julia von Heinz – bloß einer jener zionistischen Fernseh-Infomercials, in denen Juden aus der ganzen Welt ihre Erfahrungen beschreiben, wenn sie nach Israel kommen. Der Film hat ungefähr so viel Tiefgang wie solche Filmchen und seine politische Absicht ist ebenso grobschlächtig.“

### Kritikenspiegel
Positiv:
- NDR.de, 22. Januar 2014, von Ariane Wälzer: Neustart in Israel – „Hannas Reise“ (Memento vom 5. Februar 2015 im Internet Archive)
- film-dienst, Februar 2014, von Julia Teichmann: Hannas Reise: Spurwechsel in Israel. Erfrischende Komödie über deutsch-jüdische Bande.
- zitty, März 2014, von Martin Schwarz: Hannas Reise.

Positive Bewertungen auf Online-Portalen:
- Choices, von Rolf-Rüdiger Hamacher: Hannas Reise
- cinetastic, von Ronny Dombrowski: Hannas Reise
- kino-zeit.de, von Harald Mühlbeyer: Hannas Reise
- programmkino.de, von Dieter Oßwald: Hannas Reise
- filmreporter.de, von Tatjana Nietzel: Film: Hannas Reise
- kino.de, von mk: Hannas Reise

Eher positiv:
- Spiegel Online, 23. Januar 2014, von Kirsten Rießelmann: Kinofilm „Hannas Reise“: Israel als Karrierekick

Neutral:
- Die Welt, 24. Januar 2014, von Ralf Krämer: Darf man über den Holocaust Witze machen?
- Filmstarts.de, von Lars-Christian Daniels: Hannas Reise

Eher negativ:
- Frankfurter Rundschau, 24. Januar 2014, von Cornelia Geissler: Film „Hannas Reise“: Nach Israel, der Karriere wegen
- Haaretz, 13. Juni 2014, von Uri Klein: As deep as a Zionist TV infomercial.